# Captura de Zaranj
La captura de Zaranj, la capital de la provincia de Nimruz, Afganistán, ocurrió el 6 de agosto de 2021. Los talibanes atacaron la ciudad y fuerzas de la Dirección Nacional de Seguridad combatieron durante unas horas antes de retirarse al distrito de Chahar Burjak. Los funcionarios locales habían estado pidiendo refuerzos pero no recibieron respuesta. Zaranj fue la primera capital provincial tomada por los talibanes en su ofensiva de 2021 y la primera en ser capturada desde Kunduz en 2016.

## Antecedentes
Zaranj tenía una mínima presencia del gobierno antes de su captura y nunca ha sido objetivo de operaciones militares internacionales. Debido a la falta de seguridad, fue el centro de migrantes y el centro de tráfico ilícito de Afganistán, con frecuentes secuestros. El gobierno no tenía mucho poder dentro de Zaranj y no tenía presencia fuera de él en 2017.
Simultáneamente con la retirada de la mayoría de las tropas estadounidenses de Afganistán, los talibanes habían aumentado la intensidad de su ofensiva en Afganistán, tomando al menos 50 distritos en mayo y junio de 2021. Parecía que los talibanes estaban capturando distritos alrededor de las capitales provinciales, preparándose para capturar ellos una vez que las fuerzas extranjeras se fueron. En la provincia de Zimruz, el distrito de Chakhansur y el distrito de Delaram fueron capturados cerca de la fuerza preexistente de los talibanes en el distrito de Khash Rod.
Los líderes locales habían estado solicitando refuerzos sin una respuesta durante más de una semana. La división del ejército responsable de defender el área, el cuerpo 215 del Ejército Nacional Afgano, decidió concentrarse en defender Lashkar Gah, capital de la provincia de Helmand, dejando a Zaranj débilmente defendido y vulnerable.

### Agosto de 2021
El 5 de agosto de 2021, se capturó el distrito de Kang, cerca de la ciudad, lo que provocó una huida de funcionarios del gobierno de la ciudad y un descenso de la moral de las fuerzas del gobierno afgano. Una presunta ejecución de 30 soldados por parte de los talibanes después de tomar el distrito de Kang también podría haber reducido la moral. La falta de atención del gobierno central bajó aún más la moral. La noche anterior a la captura, unos 20 000 residentes de la provincia de Nimruz huyeron a través de la frontera hacia Irán.
Algunos funcionarios dijeron que se había llegado a un acuerdo con los talibanes, permitiendo a los funcionarios huir a Irán con sus familias. El jefe del consejo provincial respondió diciendo que los funcionarios decidieron irse para minimizar las bajas civiles, negando haber llegado a un acuerdo con los talibanes.

## Batalla
Hubo poca resistencia al ataque de los talibanes cuando llegaron alrededor de las 2:00 p. m. del 6 de agosto. La lucha fue breve; sin refuerzos del gobierno central, las fuerzas gubernamentales lucharon durante sólo dos o tres horas antes de retirarse al centro del distrito de Chahar Burjak al sur, el último distrito de la provincia bajo control gubernamental. Los combates se concentraron en la gobernación y la policía local y el cuartel general de inteligencia. Solo la Dirección Nacional de Seguridad y sus fuerzas se opusieron a los talibanes.
Una vez terminada la batalla, la Fuerza Aérea Afgana lanzó ataques aéreos contra el cuartel general de la policía y la brigada fronteriza. Un ataque aéreo golpeó a una reunión de talibanes y, según se informa, mató a 14, incluido el gobernador en la sombra de la provincia de Nimruz, Abdul Khaliq.

## Secuelas
Después de la captura, los talibanes irrumpieron en la prisión provincial y liberaron a 350 reclusos, 40 de los cuales eran talibanes. La gente permanecía dentro de sus casas, especialmente los funcionarios del gobierno por temor a los ataques de venganza. Las publicaciones en las redes sociales mostraban saqueos en edificios gubernamentales. Según un funcionario del gobierno, los talibanes habían estado yendo casa por casa en busca de funcionarios del gobierno. Irán cerró la frontera debido a los combates, rechazando a los afganos que huían. Los soldados huyeron a Irán para escapar.
Los talibanes continuaron con su ofensiva y capturaron a Sheberghan al día siguiente después de semanas de intensos combates. Zaranj cayó en un día debido a la falta de conexión con el gobierno de Kabul y los empresarios internacionales como intermediarios del poder local.

### Significancia
La victoria de los talibanes elevó la moral de los combatientes talibanes, ya que es la primera capital provincial que capturaron de la ofensiva de 2021 y la primera en ser capturada desde que tomaron brevemente Kunduz en 2016, marcando una victoria simbólica. Como la ciudad está muy cerca de un puesto de control fronterizo y su importancia para el comercio afgano-iraní, tiene un significado estratégico además de un significado simbólico.
La ciudad de 160 000 habitantes es un centro regional y es un importante paso fronterizo con Irán. 420 vehículos que transportaban migrantes viajaban desde Zaranj a la frontera todos los días en julio de 2021. Es el centro de la migración ilegal en Afganistán, un lugar donde los negocios y los intereses ilegales gobernar la provincia. La captura proporciona a los talibanes otra fuente de ingresos a partir de aranceles aduaneros; el gobierno afgano recauda 175 millones de dólares estadounidenses por año.
Fue el último cruce bajo control gubernamental, lo que significa que los talibanes obtuvieron un control completo sobre el comercio entre Afganistán e Irán. Otros dos cruces, Eslām Qalʿeh y Dogaron, fueron tomados a principios de julio y el cruce de Milak ya estaba en manos de los talibanes.